# Вогняне дерево
Вогняне де́рево, або дело́нікс королівський (Delonix regia) — дерево родом з Мадагаскару родини бобові (Fabaceae) підродини Цезальпінові (Caesalpinioideae). Це дерево знайшов чеський ботанік і натураліст Вацлав Бойер у містечку Фулпуент на сході Мадагаскару.

## Назва
В Індії дерево називають «золотою квіткою».

## Будова
Дуже красиве тропічне дерево, що скидає листя у посушливу пору року. Висота рослини досягає 10 метрів. Кожна квітка складається з 5 пелюсток з довгими ніжками. Деякі пелюстки поцятковані білими чи пурпуровими смужками. Є дерева з жовтими квітами. Листя згортається вночі. Дерево має розлогу крону.

## Життєвий цикл
Квітне у посушливий період, коли на дереві немає листя. Розмножується насінням та черешками. Досягає зрілості приблизно через 10 років.

## Поширення та середовище існування
Делонікс королівський росте в країнах з тропічним або теплим кліматом. Походить з Мадагаскару, де росте у тропічних листопадних лісах, саванах, чагарникових заростях на кам'янистих схилах пагорбів. Через вирубування лісів на батьківщині йому загрожує зникнення.

## Практичне використання
Його саджають у парках, ним озеленюють вулиці. Через свою потужну кореневу систему завдає клопотів людям, руйнуючи асфальт доріг та фундаменти будинків.

## Галерея

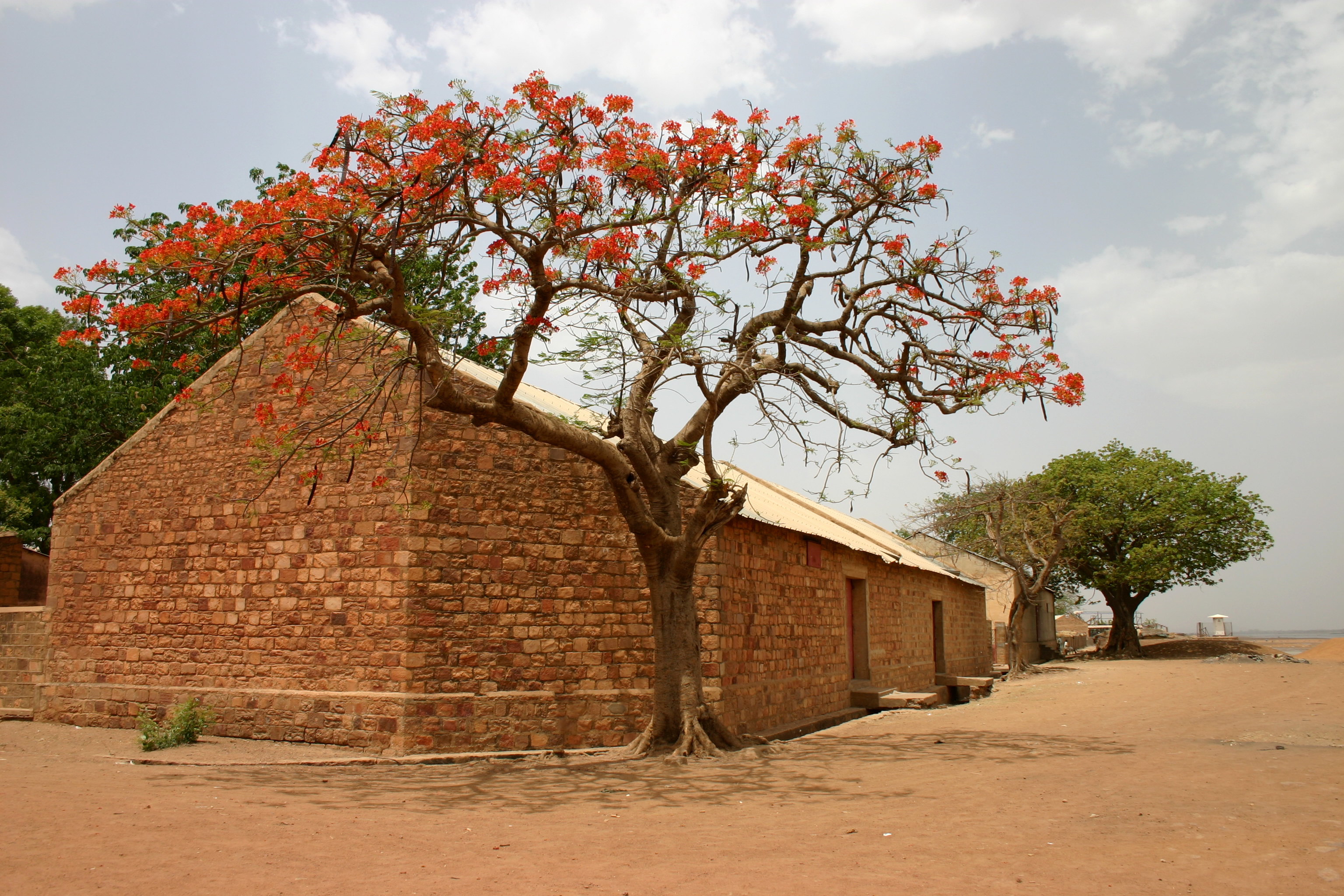
Доросла рослина під час цвітіння
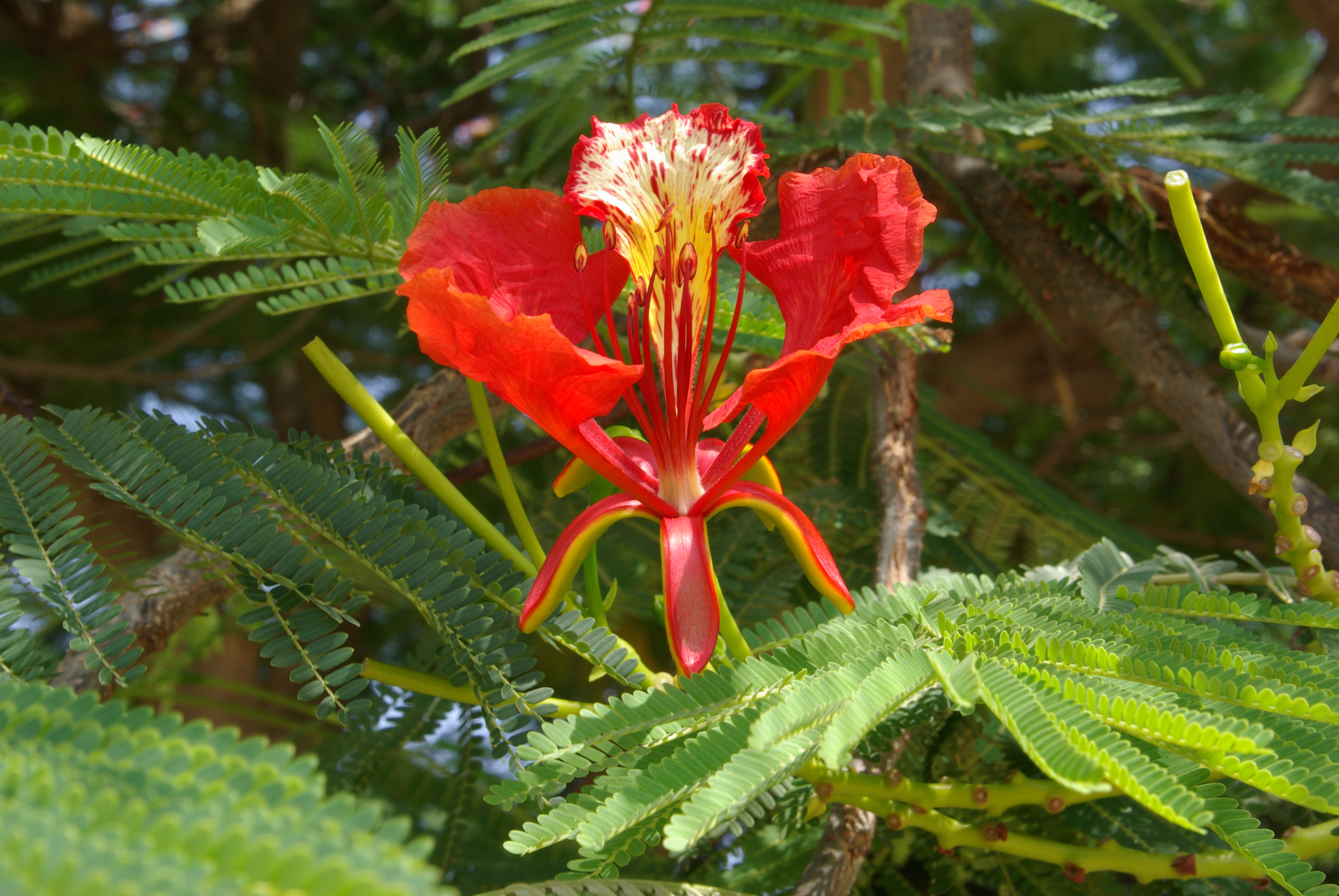
Квітка рослини, яка росте в кібуці Ґіносар, Ізраїль
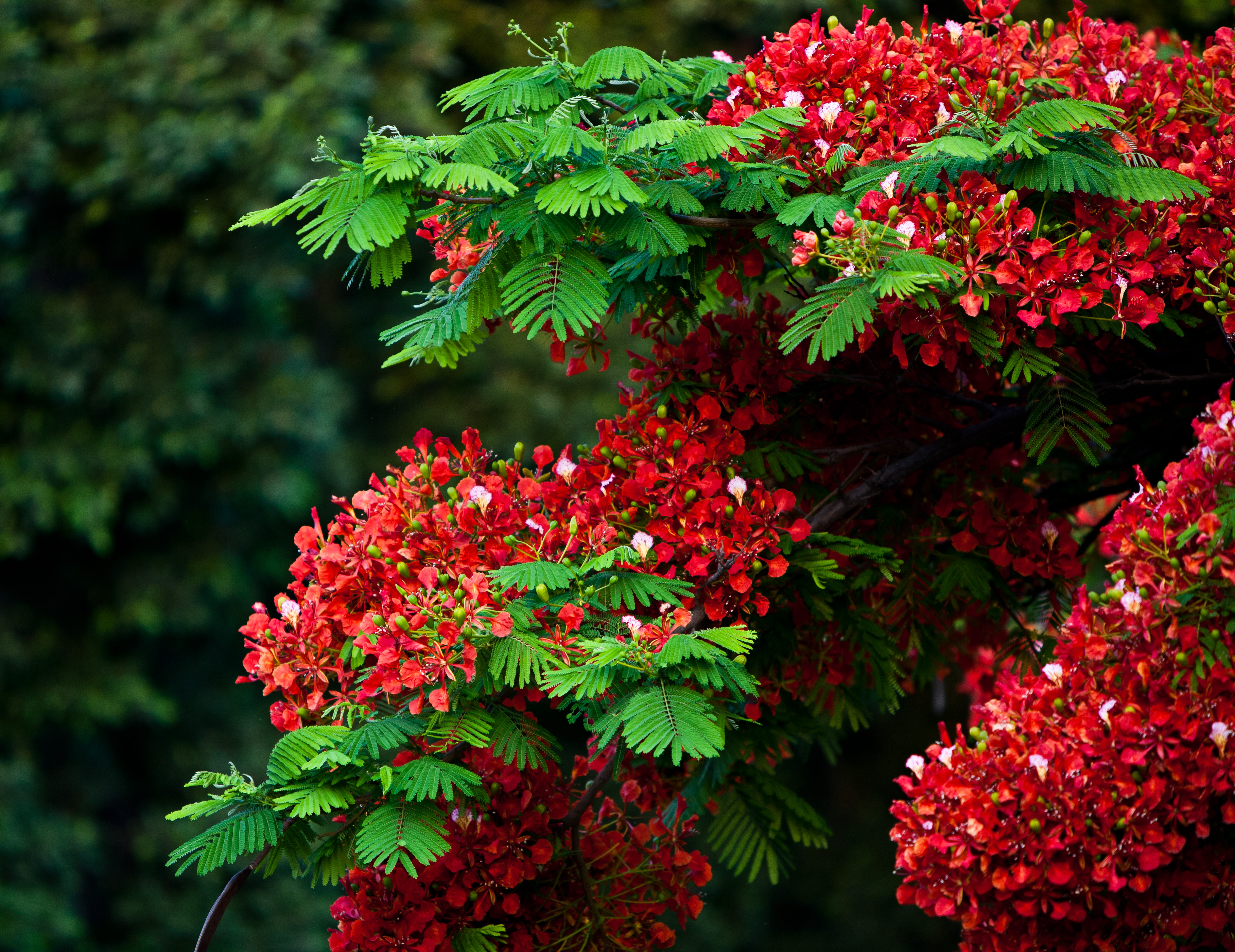
Цвітіння Delonix regia в Леоні, Мексика